# (32921) 1995 EV
(32921) 1995 EV est un astéroïde de la ceinture principale découvert en 1995.

## Description
(32921) 1995 EV a été découvert le 9 mars 1995 à l'observatoire astronomique Santa Lucia de Stroncone, dans la ville de Stroncone, en Italie, par l'Observatoire astronomique Santa Lucia de Stroncone.

### Caractéristiques orbitales
L'orbite de cet astéroïde est caractérisée par un demi-grand axe de 2,52 ua, un périhélie de 2,010 ua, une excentricité de 0,17 et une inclinaison de 5,09° par rapport à l'écliptique. Du fait de ces caractéristiques, à savoir un demi-grand axe compris entre 2 et 3,2 ua et un périhélie supérieur à 1,666 ua, il est classé, selon la JPL Small-Body Database, comme objet de la ceinture principale.

### Caractéristiques physiques
(32921) 1995 EV a une magnitude absolue (H) de 14,5 et un albédo estimé à 0,360.